# Décès en 976
Décès
- 972
- 973
- 974
- 975
- 976
- 977
- 978
- 979
- 980

Zhao Guangyin, mort en 976.

Cette page dresse une liste de personnalités mortes au cours de l'année 976 :
- 10 janvier : Jean Ier Tzimiskès, empereur byzantin associé.
- 6 février : Honorat de Marseille, évêque de Marseille.
- été : Mansur Ier (Samanides), émir des Samanides.
- 1er octobre : Al-Hakam II, calife de Cordoue[1].
- 14 novembre : Zhao Guangyin, empereur de Chine.
- 20 décembre : Roricon, évêque de Laon depuis 949, fils de Charles III le Simple.

- Géron de Cologne, archevêque de Cologne.
- Kviriké II de Kakhétie, prince de Kakhétie.
- Thierry Ier de Liesgau, seigneur féodal de Saxe
- Mathgamain mac Cennétig, roi de Munster.
- Rukn ad-Dawla, premier sultan bouyide d'Ispahan.
- Ali al-Iyadi, poète ifriqiyen.

## Crédit d'auteurs
- Cet article est partiellement ou en totalité issu de l'article intitulé « 976 » (voir la liste des auteurs).